# Laura Foraster
Laura Foraster (Barcelona, 1976) és, des de desembre de 2018, l'actual secretària general de Catalunya Internacional. Es va llicenciar en Administració i Direcció d'Empreses per la Universitat Pompeu Fabra i en Humanitats per la UOC. També va completar els seus estudis amb un màster en Estudis Europeus per la Universitat Catòlica de Lovaina. Va desenvolupar diverses tasques en institucions europees com el Comité de les Regions o l'Eurocambra i més endavant va treballar com a cap de Gabinet dels conseller de Comerç, Turisme i Consum (Pere Esteve, 2003-2004, Josep Huguet 2004-2006) i d'Innovació, Universitats i Empresa (Josep Huguet, 2006- 2010) abans d'entrar a treballar a Diplocat el 2011. El desembre de 2018 fou nomenada secretària general de Diplocat per unanimitat de la seva junta. El 2024 l'organització va canviar el nom pel de Catalunya International.